# Robert Wuellner

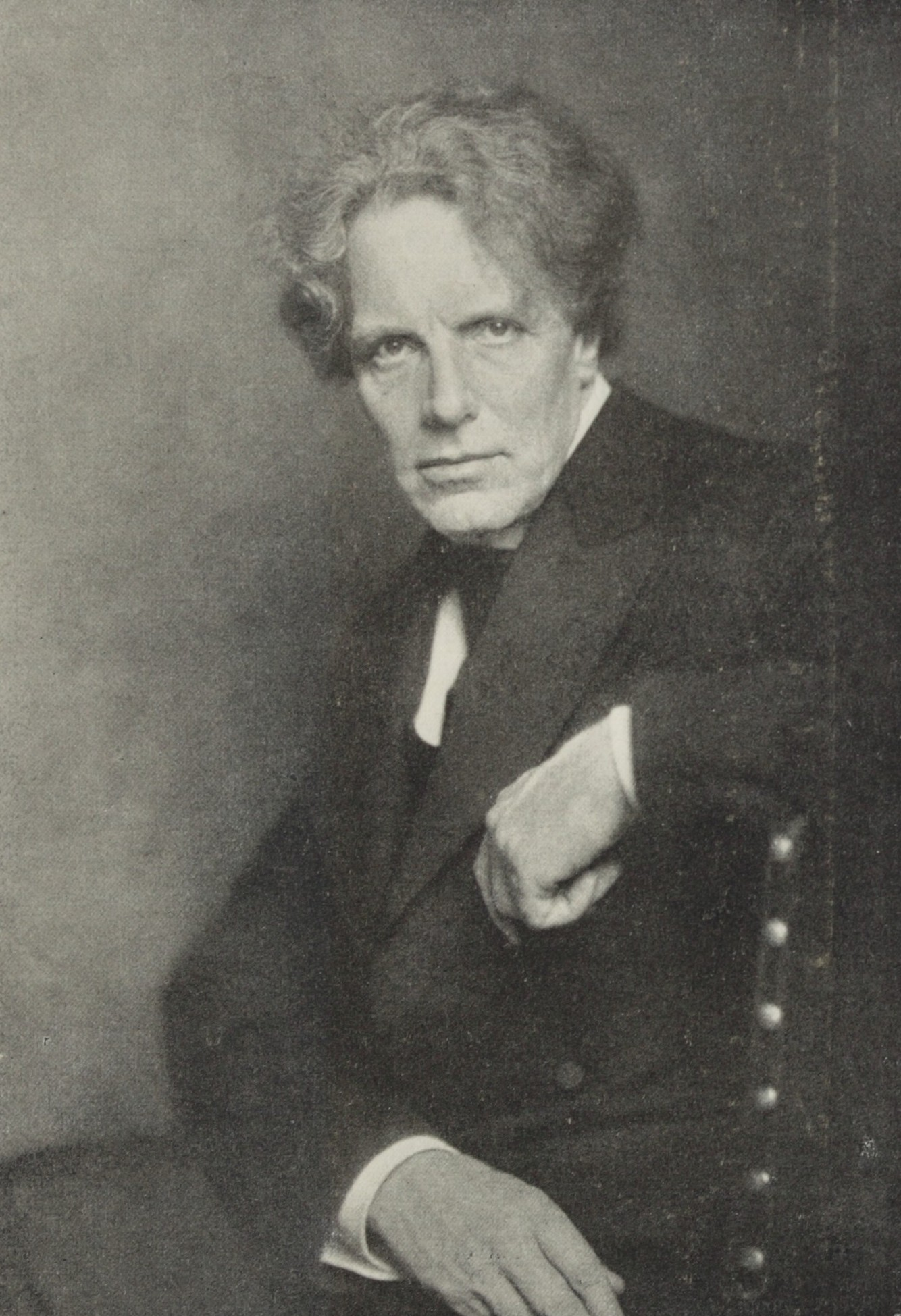
Robert Wüllner, um 1912 fotografiert von Nicola Perscheid

Robert Wuellner, auch Robert Wüllner, gebürtig Robert Wyss, (* 25. Oktober 1885 in Luzern; † 11. August 1966 in Berlin) war ein Schweizer Schauspieler, Regisseur und Filmproduzent. 

## Biografie
Der Hotelierssohn Robert Wyss liess sich nach dem Abitur zum Sänger ausbilden und gab sein Debüt 1909 an Wiens Volksoper. Anschliessend war Wuellner als Schauspieler tätig und wirkte in dieser Eigenschaft während des Ersten Weltkriegs in einigen deutschen Stummfilmen mit.
Seit 1917 wirkte er auch hinter der Kamera, ab 1919 vor allem als Aufnahmeleiter und Regieassistent bei Joe May (z. B. 1920 bei Die Legende von der heiligen Simplicia und bei Die Schuld der Lavinia Morland sowie im Jahr darauf beim Zweiteiler Das indische Grabmal), ehe ihm May (in seiner Eigenschaft als Produzent) zum Jahresbeginn 1921 erstmals eine Filmregie ermöglichte. Wuellners Inszenierungen waren wenig erfolgreich, daher kehrte er bald zur Regieassistenz (Mays Vierteiler Tragödie der Liebe von 1922/23) und Aufnahmeleitung (z. B. bei Dagfin, Der Meister von Nürnberg und Moulin Rouge) zurück.
Anschliessend wechselte Wuellner zur Filmproduktion. Zunächst als Produktionsleiter aktiv, arbeitete er, zusammen mit den Kollegen Karl Schulz und Erich Schicker, von 1931 bis 1936 als Produzent für seine und Schulz’ Firma Schulz & Wuellner Film-Fabrikation und Vertrieb GmbH. Nachdem diese 1937 aufgelöst werden musste, tat sich Wuellner mit dem Produzenten-Kollegen Hans-Herbert Ulrich zusammen und bildete mit ihm bis Anfang 1938 eine gemeinsame Herstellungsgruppe. Wuellner erhielt im Anschluss daran eine eigene Herstellungsgruppe und betreute in dieser Eigenschaft von 1939 bis Kriegsende 1945 Filme der Produktionsfirma Tobis, zuletzt vor allem in Zusammenarbeit mit dem Regisseur Karl Anton.
Nach dem Krieg zog sich Robert Wuellner ins Privatleben zurück.

## Filmografie
Schauspieler
- 1915: Das Rätsel von Sensenheim
- 1915: Das Tagebuch Collins
- 1916: Der Amateur
- 1916: Seltsame Köpfe
- 1917: Lehrer Matthiesen
- 1918: Rotterdam-Amsterdam

Regisseur
- 1921: Die goldene Kugel
- 1922: Sünden von gestern

als Produzent, Produktions-, Herstellungs- oder Herstellungsgruppenleiter
- 1920: Die Schuld der Lavinia Morland
- 1928: Weib in Flammen
- 1928: Ungarische Rhapsodie
- 1929: Diane
- 1929: Die Liebe der Brüder Rott
- 1929: Der Narr seiner Liebe
- 1931: Hilfe! Überfall
- 1931: Zwei himmelblaue Augen
- 1931: Ich bleib’ bei Dir
- 1932: Traum von Schönbrunn
- 1933: Der Page vom Dalmasse-Hotel
- 1933: Die Stimme der Liebe
- 1933: Ist mein Mann nicht fabelhaft?
- 1933: Ein Mädel wirbelt durch die Welt
- 1934: Der Springer von Pontresina
- 1934: Rosen aus dem Süden
- 1934: Sie und die Drei
- 1935: Ein falscher Fuffziger
- 1935: Alles weg’n dem Hund
- 1935: Die letzte Fahrt der Santa Margareta
- 1936: Gleisdreieck
- 1936: Wie der Hase läuft
- 1936: Vor Liebe wird gewarnt
- 1937: Die Kronzeugin
- 1937: Spiel auf der Tenne
- 1937: Karussell
- 1937: Daphne und der Diplomat
- 1937: Frau Sylvelin
- 1938: Großalarm
- 1938: Der Spieler
- 1938: Kleiner Mann – ganz groß
- 1938: Sergeant Berry
- 1939: Morgen werde ich verhaftet
- 1939: In letzter Minute
- 1939: Das Ekel
- 1939: Die barmherzige Lüge
- 1939: Wenn Männer verreisen
- 1940: Kampfgeschwader Lützow
- 1941: Krach im Vorderhaus
- 1942: Zwei in einer großen Stadt
- 1942: Floh im Ohr
- 1942: Symphonie eines Lebens
- 1943: Die Wirtin zum Weißen Rößl
- 1943: Kollege kommt gleich
- 1944/49: Der große Fall
- 1944/49: Ruf an das Gewissen
- 1944/50: Die Kreuzlschreiber
- 1944/50: Verlobte Leute